# Eliza Fraser
Pour les articles homonymes, voir Fraser.
Eliza Fraser est une Anglaise née le 30 octobre 1797 à Wirksworth en Angleterre et morte en 1858 à Melbourne.
En 1836, elle est passagère du brick commandé par  son mari quand il fait naufrage au large de la côte nord-est de l'Australie. Elle endure trois mois d'errance avec quelques marins survivants, ballotée dans des groupes d'autochtones Butchulla, avant que des Occidentaux de Brisbane ne la retrouvent.
Par la suite, elle donne des récits cauchemardesques des semaines qu'elle a passées auprès d'Aborigènes, les décrivant comme des « monstres sauvages » qui l'ont réduite en esclavage. Il est évident que son interprétation des événements qu’elle a vécus diverge totalement de celle de ses hôtes / ravisseurs en raison du trop grand écart culturel. Elle aurait même inventé certains épisodes extrêmes, que ce soit du fait d'une confusion mentale consécutive aux épreuves endurées ou par prise de conscience que son histoire serait d'autant plus lucrative qu'elle serait sensationnelle.
Largement amplifiée par la presse contemporaine, sa relation des faits a servi de prétexte à de violentes discriminations au Queensland au milieu du XIXe siècle et est perçue de nos jours comme ayant notablement contribué à ternir la vision des Aborigènes dans l'imaginaire occidental.

## Biographie

### Jeunesse
Eliza Ann Slack naît en Angleterre, peut-être dans le Derbyshire vers 1798. Il peut s'agir de la fille de John Slack et de Grace of Middleton, née le 30 octobre 1797 et baptisée le 1er juin 1798 à Wirksworth. Elle apprend au moins à lire et écrire. Peu avant 1821, elle épouse un marin nommé James Fraser, son aîné d'une vingtaine d'années. En 1835, le capitaine Fraser, malade et âgé de 56 ans, commande le brick de 350 tonnes Stirling Castle. Laissant leur fille — Jane, 14 ans — et leurs deux fils — James Muir, 10 ans et David, 6 ans — sous la garde du pasteur de Stromness, dans les îles Orcades, Eliza l'accompagne dans un voyage pour l'Australie. Le navire appareille de Londres le 22 octobre, gagne Hobart puis Sydney où il décharge une cargaison de rhum, vin, bière, vinaigre, moutarde, cornichons, sel, meules et planches. De là, il fait route en direction de Singapour.

### Naufrage
Le capitaine Fraser n'a pas un passé glorieux dans l'hémisphère sud : quelques années plus tôt, sa brigantine Comet a fait naufrage dans le détroit de Torrès.

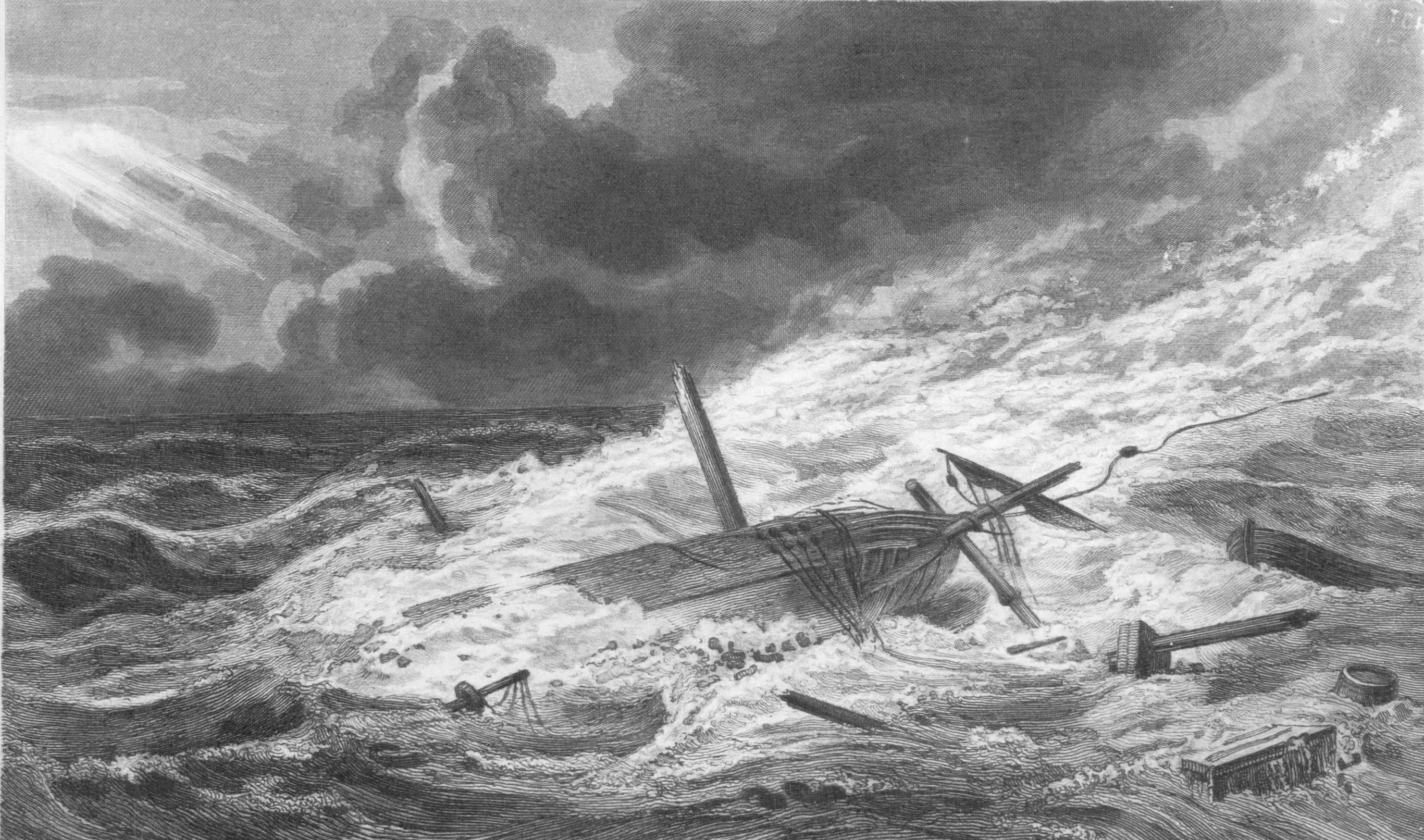
Le naufrage du Stirling Castle, vue d'artiste.

Le 21 mai 1836, alors qu'il longe de nuit la côte nord-est de l'Australie, le Stirling Castle heurte un des récifs de coraux de Swain Reefs (en),. L'accident ne fait pas de victime immédiate : les dix-neuf rescapés embarquent dans deux embarcations de sauvetage et mettent cap au sud pour tenter de gagner le camp pénitencier de la baie Moreton (en), trois cent soixante-dix milles nautiques plus loin . La pinasse et la chaloupe naviguent au début de conserve. Mais celle-ci prend l'eau et navigue plus lentement. Assez vite, la pinasse la distance, l'abandonne peut-être : elle touche finalement terre vers l'embouchure de la Tweed ; six de ses sept passagers meurent, le survivant Robert Hodge est recueilli plus au sud, sur les rives du Macleay.
À bord de la chaloupe, Eliza accouche après trois jours d'un bébé qui ne survit pas. Après 200 à 400 kilomètres et une à quatre semaines de navigation, l'embarcation touche terre à la pointe septentrionale de l'île que les Occidentaux nomment alors Great Sandy Island et le peuple autochtone — les Butchulla — K'gari. Les naufragés, alors au nombre de douze, y rencontrent des Aborigènes, avec lesquels ils troquent leur équipement et vêtements contre de la nourriture. Ils tentent dans un premier temps de réparer leur canot mais c'est à pied et intégrés à des groupes aborigènes qu'ils longent la plage pendant plusieurs semaines vers le sud, jusqu'au détroit qui sépare l'île de sable du continent. Quand ils finissent par l'atteindre, trois d'entre eux ont déjà péri (dont le capitaine et son second Charles Brown) et deux se noient en tentant de traverser à la nage.

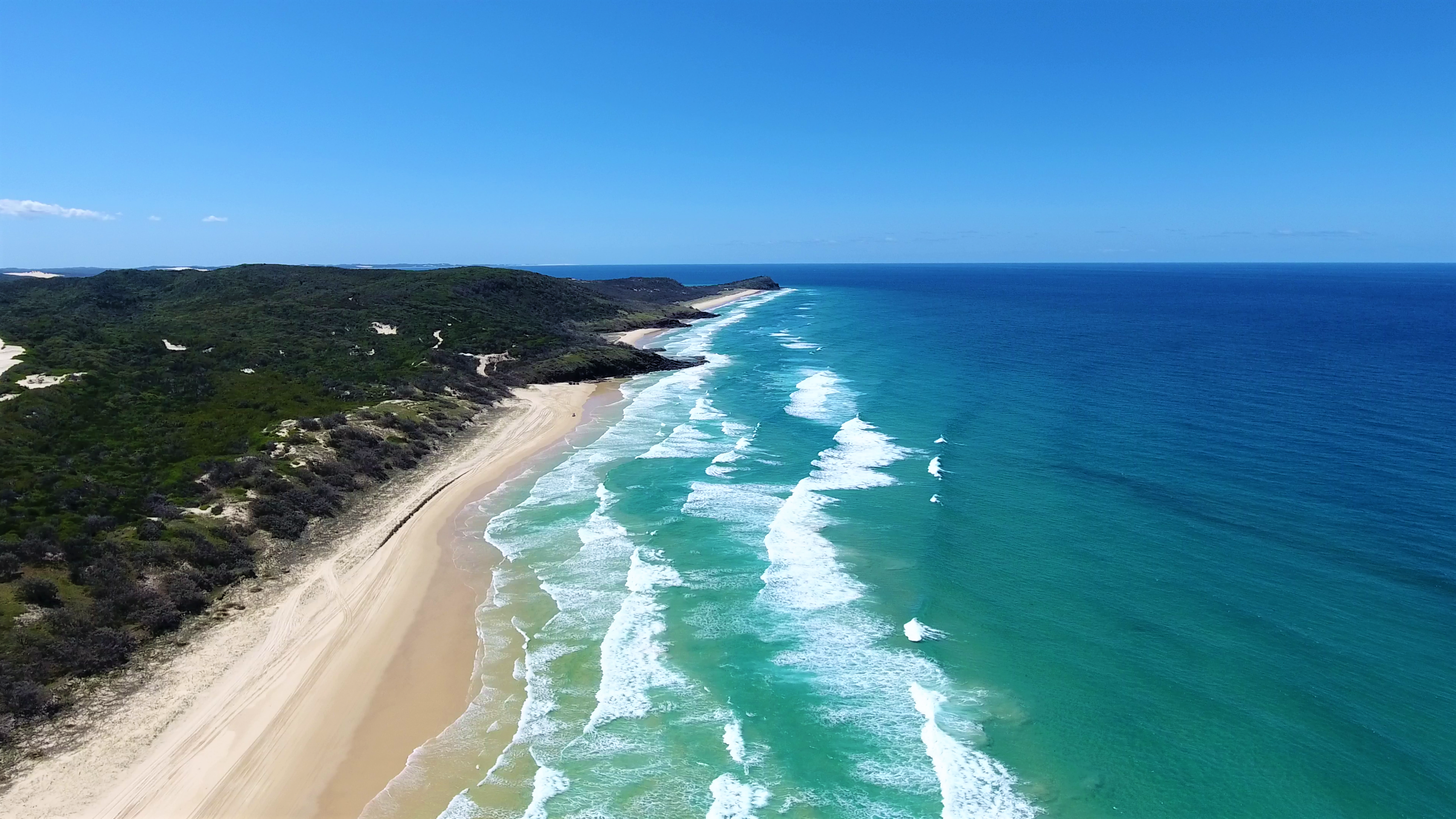
Panorama d'une plage de l'île.

Les Aborigènes font franchir le détroit en canoë à Eliza et cinq membres d'équipage, tandis que le second John Baxter est laissé sur l'île dans une famille de natifs. Deux des marins sont conduits vers le sud le long de la rivière Noosa (en) ; les trois autres parviennent à fausser compagnie à leurs ravisseurs à l'embouchure de ce fleuve. Aidés par d'autres aborigènes, ceux-ci parviennent à gagner l'île Bribie où ils rencontrent le 8 août le lieutenant Charles Otter de la garnison de la baie Moreton. Son commandant, Foster Fyans, lance le 11 août un groupe de sauvetage formé de deux soldats et treize prisonniers volontaires placés sous les ordres d'Otter et guidés par John Graham, un condamné récemment repris après avoir passé plusieurs années en fuite parmi les Aborigènes, qui maîtrise donc bien leur langue et leur culture. Ce détachement récupère deux marins sur la rive occidentale du lac Cooroibah (en), puis au sud de K'gari délivre le sous-lieutenant du Stirling Castle John Baxter du groupe aborigène qui le détient. Enfin, John Graham retrouve Eliza Fraser près de l'extrémité nord du lac Cootharaba et parvient à l'exfiltrer grâce à un stratagème : nu et le corps peint, il affirme en butchulla à ses ravisseurs qu'Eliza est le fantôme de son épouse décédée ; ébranlés, les Butchulla la laissent partir avec lui et ne reprennent la poursuite que trop tard. C'est non loin de l'actuel Teewah (en) qu'il remet au lieutenant Otter une Eliza Fraser extrêmement affaiblie,. Tous rentrent à Brisbane le 22 août 1836, trois mois après le naufrage du brick.
Selon le journaliste contemporain John Curtis, le bilan humain du drame est le suivant :   
- survivants : Eliza Fraser, le maître d'équipage John Baxter, le steward Joseph Corallis, le garçon d'équipage Robert Carey et les marins Robert Darge, Harry Youlden, Robert Hanham et Robert Hodge ;
- morts :
  - de faim : le marin John Copeland et le cuisinier Jacob Allen ;
  - d'un coup de lance : James Frazer (selon le témoignage d'Eliza), le charpentier Jacob Schofield et le bosco Edward Stone ;
  - brûlés : le second Charles Brown et le marin Michael Denny ;
  - noyés : les marins Michael Doyle et William Eliott, les garçons John Fraser et John Wilson.

### Fin de vie
Eliza est fêtée dans la société occidentale de Sydney. Elle est hébergée chez le secrétaire aux Colonies et une souscription publique récolte à son profit une importante somme d'argent. Elle y épouse en secondes noces le 3 février 1837 le capitaine Alexander John Greene. À bord du navire qu'il commande, le Mediterranean Packet, le couple rentre en Europe et débarque à Liverpool le 16 juillet 1837. Il semble qu'elle se produit quelque temps à Hyde Park, racontant son histoire pour une poignée de pence. Elle relance en Angleterre une souscription publique mais prenant conscience qu'elle a déjà touché des fonds en Australie et que, remariée, elle n'est plus veuve, le lord-maire de Londres attribue l'argent collecté au tuteur des enfants Fraser à Stromness.
C'est dans ce port des Orcades que le couple s'installe pour un temps : sa présence y est attestée en 1838 mais plus lors du recensement de 1841. Les descendants de Fraser pensent que la famille s'est installée à Auckland (un enfant et des petits-enfants d'Eliza sont inhumés à Dunedin en Nouvelle-Zélande,) et qu'elle-même est morte à Melbourne dans un accident de voiture en 1858,. Il est cependant possible qu'elle ait fini sa vie en Nouvelle-Zélande.

## Le récit d'Eliza Fraser

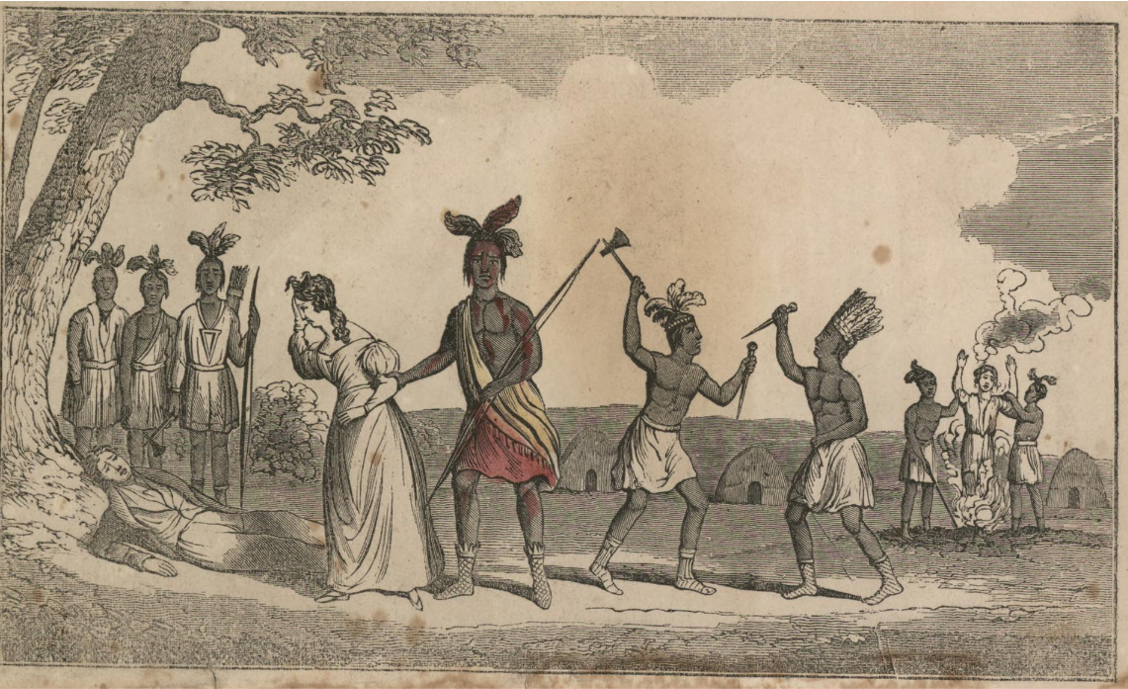
Eliza Fraser aux mains des Aborigènes, selon sa narration. Le capitaine agonise à gauche, tandis qu'on brûle à droite son second Charles Brown (pour la bienséance, les protagonistes ont conservé leurs vêtements). Planche illustrant le récit de Fraser publié en 1837.

Rapatriée à Sydney, Eliza Fraser fait le récit de son périple, que les journaux d'alors ne manquent pas de romancer et d'exagérer et dont une version est publiée à New York en 1837 : sur l'île K'gari, les Aborigènes ont progressivement dépouillé de force les Européens de leurs vêtements et objets et les ont répartis les rescapés dans divers groupes familiaux où, entièrement nus, leur ont été confiées des tâches pénibles. Des femmes l'ont battue, lui ont lancé de la terre dans les yeux, frotté le corps brûlé par le soleil avec du sable, puis l'ont enduite de charbon de bois et de graisse de lézard, peinte et décorée de plumes. On l'a forcée à dormir sans abri. Elle a été contrainte d'allaiter un enfant indigène malade et difforme, on lui a demandé de déterrer des racines de fougères dans des marais ou de monter dans des arbres pour récolter des nids d'abeilles. Devant son incapacité à exécuter ces tâches, elle est brutalisée, nourrie de restes et maintenue isolée des autres naufragés. Le capitaine Fraser est mort sous ses yeux, victime d'un coup de lance ; Brown a été brûlé vif, attaché à un poteau.
La perception des faits par les Butchulla est très probablement diamétralement opposée : ils voient ces inconnus blancs comme des fantômes de proches décédés, qui doivent logiquement retrouver leur foyer et y participer à la vie quotidienne. Ils se portent donc probablement à leur secours et tentent de les intégrer aux familles concernées. Leur patience s'émousse rapidement quand ils les découvrent totalement dépourvus des compétences élémentaires pour une autosuffisance qu’eux et leurs ancêtres maîtrisent depuis des millénaires. Ainsi, leurs descendants du XXIe siècle considèrent que l'histoire rapportée par Eliza Fraser est « un mensonge », arguant que la tradition orale n'a rien conservé de l'épisode et qu'aucune danse notamment ne narre le meurtre du capitaine Fraser, comme ça aurait dû être le cas pour un événement de cette importance. Ils estiment que les autochtones devaient être « effrayés par les naufragés, car ils n'avaient jamais vu de Blancs de si près, et les regardaient comme des fantômes ou des esprits », mais conviennent qu'Eliza Fraser ait pu être molestée pour n'avoir pas respecté les strictes règles du clan, qu'elle ignorait évidemment.
De fait, les trois variantes que donne Eliza des derniers instants de son époux ne plaide pas vraiment pour sa crédibilité. Non plus le témoignage du marin du Stirling Castle Harry Youlden, qui voit en elle une menteuse invétérée, rusée comme une renarde, et affirme que c'est de faim que le capitaine épuisé est mort. Ni même l'analyse du journaliste John Curtis qui, compréhensif et bienveillant à son égard, estime qu'elle souffre d'une « aberration mentale » due à sa mésaventure.
Pour la plupart des événements, il est évident que les interprétations par Eliza Fraser et ses hôtes / ravisseurs divergent totalement en raison du trop grand écart culturel : Eliza voit — sans doute de bonne foi — une humiliation cruelle dans le fait que les femmes butchulla étalent sur sa peau un mélange de graisse animale et de cendre, alors que celles-ci cherchent probablement à guérir ses coups de soleil ; le « travail dur » auquel elle est soumise et qu'elle ressent comme un esclavage n'est sans doute pour les autres que les tâches routinières attendues des femmes de la communauté.
Il est en outre vraisemblable qu'elle a exagéré voire inventé certains épisodes — comme la mort de son époux —, que ce soit du fait d'une confusion mentale ou par prise de conscience que la relation de son histoire serait d'autant plus lucrative qu'elle serait sensationnelle.

### Autres témoignages
Harry Youlden rejoint Eliza Fraser sur le fait que les naufragés ont été « maltraités par les sauvages ». Un autre marin survivant, Robert Darge estime quant à lui avoir été bien traité par les Butchulla.
Robert Hodge — le seul survivant des hommes embarqués sur la pinasse — évoque des actes de cannibalisme. Un officier découvre en effet plus tard dans une clairière les restes méconnaissables d'un homme blanc dont la tête a été placée sur un feu. Le corps porte cependant le gilet à boutons dorés d'un des marins, ce qui rend peu crédible que son meurtre soit le fait d'aborigènes.
Ajoutant à la confusion, un certain David Bracewell prétend en 1842 être celui qui, alors détenu en fuite, a sauvé Eliza Fraser grâce à ses liens étroits avec un groupe autochtone. Celle-ci l'aurait ensuite dénoncé aux autorités lorsque Bracewell l'a conduite auprès des Occidentaux. Cette version de l'histoire, empreinte de romance suggérée et de trahison, est rapidement devenue la plus célèbre au point d'éclipser les témoignages de la garnison de Moreton. Le rôle de ce Bracewell reste incertain : il semble qu'il a effectivement épaulé Graham dans l'exfiltration d'Eliza Fraser du groupe qui la détenait ; quelques indices suggèrent qu'il a pu avoir au préalable avec elle une relation sexuelle, consentie ou non.

## Prolongements

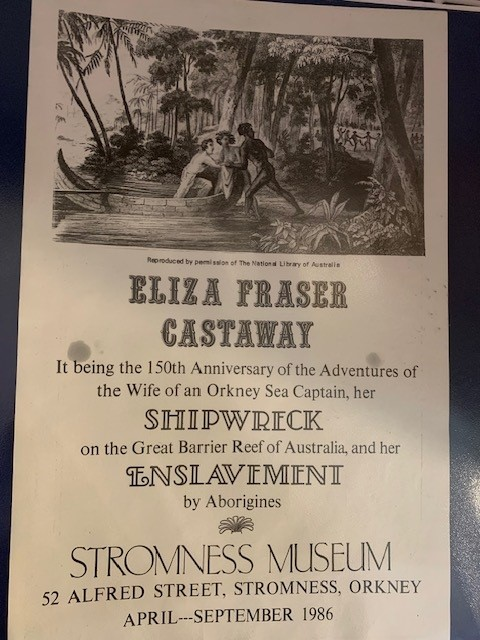
Affiche d'une exposition consacrée à l'aventure d'Eliza Fraser au musée de Stromness en 1986.

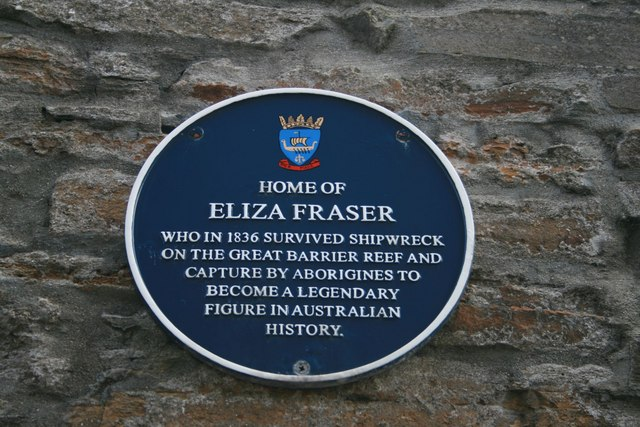
Plaque commémorative apposée sur la maison d'Eliza Fraser à Stromness.

La propagation du récit d'Eliza Fraser a affecté durablement les relations entre colons et Aborigènes en Australie, ceux-ci estimant que les tentatives de leurs ancêtres pour aider les naufragés étaient déformées et travesties. En Occident, il a contribué à donner des Aborigènes une image de « monstres sauvages ». Dans les décennies qui ont suivi, il a servi de prétexte à des massacres et des déportations de Butchullas par des colons australiens.
Les historiens du XXe siècle ont tenté de démêler la véracité des dires d'Eliza Fraser, et des universitaires commencent à étudier les mythologies complexes créées par son héritage.
En 1842, Great Sandy Island est renommée île Fraser, en hommage au capitaine. En 2023, le gouvernement de Queensland lui attribue officiellement son nom autochtone de K'gari. Une plaque commémorative est apposée en janvier 1982 au lieu supposé de sa délivrance par les autorités locales. Elle porte la mention : « Elisa Fraser who was ship wrecked and after suffering a great ordeal was rescued from northern shores of this lake in 1836 by convict Graham. » (« Elisa Fraser qui fut naufragée et souffrit un grand calvaire fut sauvée des rives nord de ce lac en 1836 par le bagnard Graham. »).
Plusieurs artistes se sont inspirés de son aventure pour des œuvres majeures : 
- le peintre australien Sidney Nolan lui a consacré plusieurs tableaux au fil des années. Le premier, peint en 1947 sur l'île K'gari, la montre nue et à quatre pattes, la tête baissée obscurcie par ses cheveux emmêlés[8] ;
- son compatriote prix Nobel de littérature Patrick White en fait en 1976 l'héroïne de sa nouvelle A Fringe of Leaves (en) ;
- le compositeur australien Peter Sculthorpe travaille en collaboration avec Patrick White à la fin des années 1960 à un opéra sur elle, mais le projet n'aboutit pas[14]. Il publie les pièces musicales Elisa Fraser Sings en 1978[15] et Great Sandy Island en 2003[16] ;
- ainsi que les auteurs sud-africain André Brink (An Instant in the Wind, 1976[17]), australien Kenneth Cook (Eliza Fraser, 1976) et canadien Michael Ondaatje (L'Homme aux sept orteils, pièce de théâtre en vers, 1969)

En 1958 la BBC diffuse une pièce radiophonique sur l'histoire d'Eliza Fraser, Time of the Serpent (en). Une comédie dramatique, Eliza Fraser (en), lui est consacrée en 1976 par Tim Burstall, avec Susannah York dans le rôle titre.